# Lácacséke
Lácacséke ist eine Gemeinde (ungarisch község) mit 255 Einwohnern (2011) im Komitat Borsod-Abaúj-Zemplén im Nordosten von Ungarn.

## Lage
Lácacséke liegt in der Region Nordungarn 120 km nordöstlich vom Komitatssitz Miskolc. Nachbargemeinden sind Dámóc 4 km, Kisrozvágy 7 km, Ricse 7 km und Semjén 3 km. Die nächste Stadt Kisvárda ist 25 km von Lácacséke entfernt. Rund 2 km nördlich befindet sich die Grenze zur Slowakei. Der erste slowakische Ort jenseits der Grenze ist Pribeník.

## Geschichte und Ortsbild
Lácacséke entstand als Zusammenschluss der beiden Dörfer Láca und Cséke um 1950. Der slawische Name Láca wurde erstmals 1364 im Zusammenhang mit einem Rechtsstreit um das Eigentum an den Ländereien erwähnt. 1598 ging der Ort in den Besitz der Familie Láczay.
Die calvinistische Dorfkirche stammt aus dem Jahr 1808.